# Conjoined Fetus Lady
«Conjoined Fetus Lady», («La señora unida a un feto» en Hispanoamérica, «Mujer unida a un feto» en España), es el 18 episodio de South Park correspondiente al quinto capítulo de la segunda temporada. Fue estrenado el 3 de junio de 1998.

## Argumento
En las clases de Educación Física, dirigidas por el Chef, los niños juegan al Dodgeball (balón prisionero) y forman dos equipos donde Kyle, Kenny, Stan y Cartman están en el mismo equipo junto con Pip, que demuestra tener condiciones para el juego. En su primer intento golpea sin querer a Kyle en la nariz produciéndole una hemorragia, así que es enviado donde la enfermera Gollum, quien posee una enfermedad llamada "myslexia de Hermanos Siameses" (enfermedad ficticia creada por los escritores de South Park) por lo que tiene un feto adherido al cuerpo, lo que provoca el espanto de Kyle y los demás y cuando están en la casa de este se burlan de la enfermera. La madre de Kyle al enterarse decide promover una campaña para informar sobre la anomalía de la enfermera, así que invita a la enfermera a su casa a cenar, junto con la directora y el Sr Mackey. Así, la madre de Kyle decide proponer la Semana de la Myslexia en South Park ante la alcaldesa y esta da la autorización
Mientras tanto, las Vacas de South Park (el equipo de la escuela) llega a las semifinales del campeonato de Dodgeball, por lo que viajan a Denver para jugar con el equipo de la ciudad, que por supuesto es mucho más fuerte que el de South Park. Sin embargo, gracias a Pip, logran vencer al equipo de Denver y acceden a las finales. Cuando llegan a Washington para el partido final, se enteran de que el equipo contrario renunció a jugar la copa, por lo que South Park se alza como campeón nacional de Dodgeball. Cuando le preguntan a uno de los jugadores el porqué de esa decisión, y les dice que los últimos campeones fueron a jugar a China y solo 4 de ellos regresaron vivos. Ante ello, Kyle y Stan desean no jugar pero el Chef los presiona para jugar admitiendo que sería la única forma de alcanzar la gloria.
La fuerza con la que lanzan los jugadores chinos hace que todo el equipo de South Park (menos Pip) queden lastimados de gravedad, mientras los comentaristas chinos empiezan a burlarse de los "ojos grandes" de los americanos. Cuando todo parecía perdido, Pip logra derribar a todos los jugadores chinos de un solo lanzamiento. Increíblemente para los chinos, South Park se convierte en campeón mundial.
Al llegar al pueblo, son recibidos por el público como héroes durante el último día de la Semana de la Myslexia, donde todos los días se homenajeaba a la enfermera Gollum, dándole un premio, recordando sus momentos y poniéndose un sombrero con un feto prendido para parecerse a ella. Cuando le dan la palabra a la enfermera, esta les dice que todos son unos fenómenos y que no necesitaba que le presten mucha atención, sino que quería seguir con la vida de antes.

## Muerte de Kenny
Kenny muere durante el juego de Dodgeball cuando el equipo chino le lanza un pelotazo que lo hace estrellar con la pared.